# Roekiah
Roekiah (Perfected Spelling: Rukiah; Bandung, 1917 – Giacarta, 2 settembre 1945) è stata un'attrice e cantante indonesiana.
Fu una delle prime star propriamente dette del cinema indonesiano, venendo spesso accreditata come Miss Roekiah. Figlia di teatranti, dai quali venne avviata alla sua carriera da attrice all'età di sette anni, nel 1932 divenne famosa a Batavia, nelle Indie orientali olandesi (oggi Giacarta, Indonesia), come cantante kroncong e attrice teatrale. In questo periodo conobbe inoltre Kartolo, che sposò nel 1934. I due recitarono nel film del 1937 Terang Boelan di Albert Balink, ma non come coppia: lui infatti fu la spalla comica, mentre lei vera e propria protagonista con Rd Mochtar, che rappresentavano i due giovani amanti.
In seguito all'enorme successo commerciale dell'opera, la Tan's Film decise di acquisirne il cast e la troupe, con i quali realizzò, mantenendo invariati i ruoli e il sistema dei personaggi, Fatima nel 1938. Roekiah e Mochtar recitarono in altre due pellicole prima dell'abbandono dell'azienda di lui nel 1940; ciononostante, ormai avevano acquisito una popolarità tale da diventare la coppia cinematografiche più nota della colonia. Il sostituto di Mochtar, Rd Djoemala, fu con Roekiah in quattro lungometraggi, tutti di minor successo. Dopo che i giapponesi invasero le Indie nel 1942, ella ricoprì solo un altro ruolo cinematografico prima di morire precocemente per malattia; la maggior parte del suo tempo di fatto lo aveva passato intrattenendo le forze nipponiche.

## Filmografia
- Terang Boelan, regia di Albert Balink (1937)
- Fatima, regia di Joshua ed Othniel Wong (1938)
- Gagak Item, regia di Joshua ed Othniel Wong (1939)
- Siti Akbari, regia di Joshua ed Othniel Wong (1940)
- Roekihati, regia di Joshua ed Othniel Wong (1940)
- Sorga Ka Toedjoe, regia di Joshua ed Othniel Wong (1940)
- Poesaka Terpendam (1941)
- Koeda Sembrani, regia di Joshua ed Othniel Wong (1942)
- Ke Seberang (1944)